# Гоциридзе, Георгий Георгиевич
Георгий Георгиевич Гоцири́дзе (груз. გიორგი გიორგის ძე გოცირიძე, 1910—1977) — советский архитектор. Лауреат двух Сталинских премий (1950, 1951). Участник Великой Отечественной войны, командир 62-го отдельного гвардейского  сапёрного батальона 3-го гвардейского механизированного корпуса 47-й армии Воронежского фронта, Герой Советского Союза.

## Биография
Родился 1 (14 ноября) 1910 года в Тифлисе (ныне Тбилиси, Грузия) в рабочей семье. Грузин. В 1934 году окончил Тбилисский инженерно-строительный институт. Член СА СССР с 1935 года. Член ВКП(б) с 1940 года. Трудился строителем-архитектором в Москве.
В июле 1941 года был мобилизован в РККА. В 1942 году окончил ускоренный курс Военно-инженерной академии. С сентября 1942 года в действующих частях.
Ушёл в запас в 1945 году в звании подполковника. Проживал в Москве (улица Жолтовского, 18А), работая главным архитектором Московской области. Умер 1 мая 1977 года. Похоронен в Москве на Троекуровском кладбище (участок № 1).

## История подвига
Гвардии майор Георгий Гоциридзе особо отличился во время форсирования Днепра севернее города Канев Черкасской области Украины.
28 сентября 1943 года Гоциридзе лично произвёл разведку берега и определил точки для переправы через реку в наиболее неожиданных для врага местах.
Благодаря инициативным и решительным действия сапёров под командованием гвардии майора Гоциридзе, а также личным качествам самого комбата, батальон Гоциридзе помог частям 3-го гвардейского механизированного корпуса успешно переправиться через Днепр, захватить и впоследствии значительно расширить плацдарм.

## Награды и премии
- 25 октября 1943 года Указом Президиума Верховного Совета СССР гвардии майору Гоциридзе Г. Г. было присвоено звание Героя Советского Союза с вручением медали «Золотая Звезда» за номером 1245 и ордена Ленина.
- три ордена Ленина
- орден Отечественной войны I степени
- орден Отечественной войны II степени (21.3.1943)
- орден Трудового Красного Знамени
- орден Красной Звезды (9.9.1943; был представлен к ордену Отечественной войны I степени)
- медали
- Сталинская премия третьей степени (1950) — за создание и внедрение в производство новых видов цемента
- Сталинская премия третьей степени (1951) — за разработку и осуществление строительства железобетонного сооружения высокой точности